# Ierland op het Eurovisiesongfestival 1979
Ierland nam deel aan het Eurovisiesongfestival 1979 in Jeruzalem, Israël. Het was de 14de Ierse deelname aan het festival. De nationale omroep RTE was verantwoordelijk voor de bijdrage van Ierland voor 1979.

## Selectieprocedure
De Ierse nationale finale werd gehouden op 4 februari 1979 en werd uitgezonden door de RTÉ. Het evenement vond plaats in Dublin en gepresenteerd door Mike Murphy.
Acht acts deden mee in de finale en de winnaar werd gekozen door 10 regionale jury's. Een van de verliezende deelnemers was Johnny Logan, die in latere jaren driemaal voor Ierland het songfestival zou winnen.

### Uitslag
| Volgorde | Artiest            | Lied                    | Punten | Plaats |
| -------- | ------------------ | ----------------------- | ------ | ------ |
| 1        | Tweed              | No restrictions         | 4      | 5      |
| 2        | Johnny Logan       | Angie                   | 15     | 3      |
| 3        | Anderson           | Goodbye                 | 3      | 6      |
| 4        | The Memories       | The main attraction     | 13     | 4      |
| 5        | Red Hurley & Tina  | Hiding behind our smile | 0      | 8      |
| 6        | Cathal Dunne       | Happy man               | 36     | 1      |
| 7        | Catriona Walsh     | Superstar               | 3      | 6      |
| 8        | The Miami Showband | Too much is going on    | 26     | 2      |

## In Jeruzalem
In Jeruzalem moest Ierland als vierde aantreden, na Denemarken en voorafgaand aan Finland. Aan het einde van de puntentelling bleek dat de Ieren op een vijfde plaats waren geëindigd, met een totaal van 80 punten. Nederland en België gaven respectievelijk 0 en 10 punten aan de Ierse inzending.

### Gekregen punten

#### Finale
| 12 punten                                    | 10 punten              | 8 punten | 7 punten    | 6 punten                            |
| -------------------------------------------- | ---------------------- | -------- | ----------- | ----------------------------------- |
|                                              | - België - Griekenland | - Zweden | - Luxemburg | - Duitsland - Finland - Zwitserland |
| 5 punten                                     | 4 punten               | 3 punten | 2 punten    | 1 punt                              |
| - Denemarken - Italië - Noorwegen - Portugal | - Verenigd Koninkrijk  | - Israël |             |                                     |

### Punten gegeven door Ierland

#### Finale
Punten gegeven in de finale:
| 12 punten | Israël              |
| 10 punten | Nederland           |
| 8 punten  | Noorwegen           |
| 7 punten  | Verenigd Koninkrijk |
| 6 punten  | Zweden              |
| 5 punten  | Duitsland           |
| 4 punten  | Griekenland         |
| 3 punten  | Luxemburg           |
| 2 punten  | Denemarken          |
| 1 punt    | Zwitserland         |

1965 · 1966 · 1967 · 1968 · 1969 · 1970 · 1971 · 1972 · 1973 · 1974 · 1975 · 1976 · 1977 · 1978 · 1979 · 1980 · 1981 · 1982 · 1983 · 1984 · 1985 · 1986 · 1987 · 1988 · 1989 · 1990 · 1991 · 1992 · 1993 · 1994 · 1995 · 1996 · 1997 · 1998 · 1999 · 2000 · 2001 · 2002 · 2003 · 2004 · 2005 · 2006 · 2007 · 2008 · 2009 · 2010 · 2011 · 2012 · 2013 · 2014 · 2015 · 2016 · 2017 · 2018 · 2019 · 2020 · 2021 · 2022 · 2023 · 2024 · 2025